# Pilocintractia fimbristylidicola
Pilocintractia fimbristylidicola är en svampart som först beskrevs av Pavgi & Mundk., och fick sitt nu gällande namn av Vánky 2004. Pilocintractia fimbristylidicola ingår i släktet Pilocintractia och familjen Anthracoideaceae.   Inga underarter finns listade i Catalogue of Life.